# José Domingo Posada
José Domingo Posada González (ur. 9 maja 1940 w Vigo, zm. 14 stycznia 2013 w Ourense) – hiszpański i galisyjski polityk, poseł do Parlamentu Europejskiego (1993–1994, 1999).

## Życiorys
W 1961 ukończył inżynierię chemiczną w szkole technicznej w Vigo. Pracował na kierowniczych stanowiskach przedsiębiorstw branży ubezpieczeniowej i winiarskiej.
W latach 90. był prezesem regionalistycznej partii Coalición Galega. W lipcu 1993 został posłem do Parlamentu Europejskiego z ramienia Koalicji Nacjonalistycznej. Należał wówczas do Grupy Tęczowej w PE. Zasiadał w delegacji ds. stosunków z państwami Maghrebu i Arabską Unią Maghrebu oraz Komisji ds. Transportu i Turystyki. W styczniu 1999 ponownie objął mandat posła do Parlamentu Europejskiego wybranego z listy Koalicji Nacjonalistycznej, który sprawował do lipca tego roku. Był wówczas członkiem delegacji ds. stosunków z Izraelem oraz Komisji Budżetowej. Zasiadał we frakcji Europejskiego Sojuszu Radykalnego.
Był pierwszym posłem używającym języka galicyjskiego na forum Parlamentu Europejskiego, co zostało zaakceptowane ze względu na podobieństwo do języka portugalskiego.